# Taburno Coda di Volpe
Il Taburno Coda di Volpe è un vino DOC la cui produzione è consentita nella provincia di Benevento.

## Caratteristiche organolettiche
- colore: paglierino più o meno intenso.
- odore: delicato, caratteristico.
- sapore: asciutto, pieno, tipico.

## Produzione
Provincia, stagione, volume in ettolitri
- Benevento  (1994/95)  157,64
- Benevento  (1995/96)  358,68
- Benevento  (1996/97)  334,18